# Hyundai Ioniq 6
De Hyundai Ioniq 6 (door Hyundai gestileerd als IONIQ 6) is een elektrische auto geproduceerd door Hyundai uit Zuid-Korea. De auto is voortgekomen uit het in 2020 gepresenteerde concept "Prophecy Concept EV".

## Specificaties
Gegevens van de 'Standard Range 2WD'-uitvoering.

### Vervoer
De auto biedt aan 5 personen zitplaatsen.

### Accu
De auto heeft een 58 kWh grote tractiebatterij waarvan 54 kWh bruikbaar is. 

### Opladen
De accu van de auto kan standaard worden opgeladen via een Type 2-connector met laadvermogen van 11 kW door gebruik van 3-fase 16 ampère, waarmee de auto in 6 uur van 0 % naar 100 % geladen kan worden. Bij gebruik van een snellader met een CCS-aansluiting kan een laadsnelheid van maximaal 175 kW worden bereikt, waarmee de auto in minimaal 17 minuten van 10 % naar 80 % geladen kan worden, wat neerkomt op een snellaadsnelheid van 870 km/u. 

### Prestaties
De elektronische aandrijflijn van de auto kan 125 kW of 170 pk aan vermogen leveren, waarmee de auto met 350 Nm koppel in 8 seconden kan optrekken van 0 naar 100 km/u. De maximale snelheid die bereikt kan worden is ongeveer 190 km/u.

## Galerij

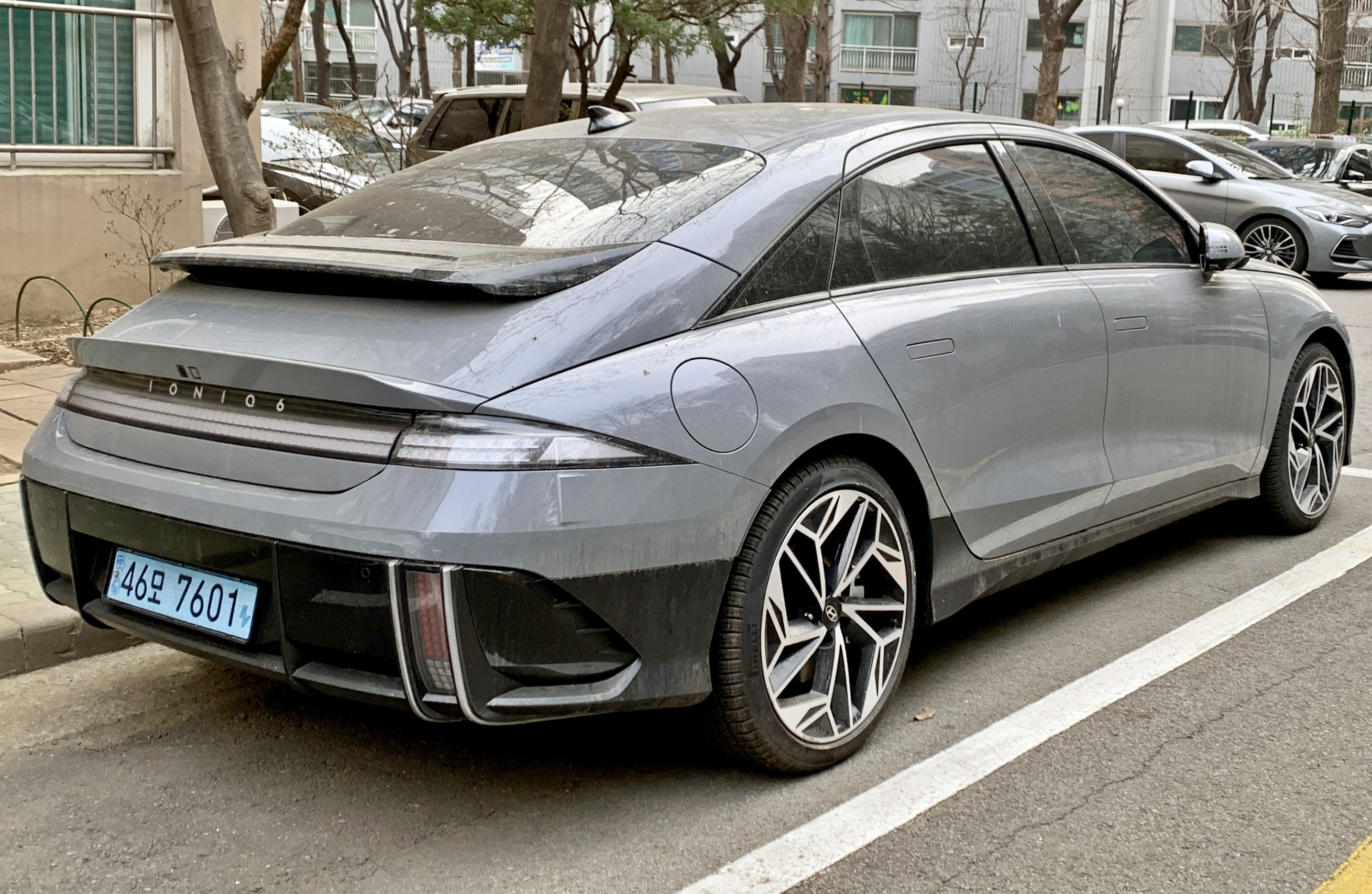
Achterzijde
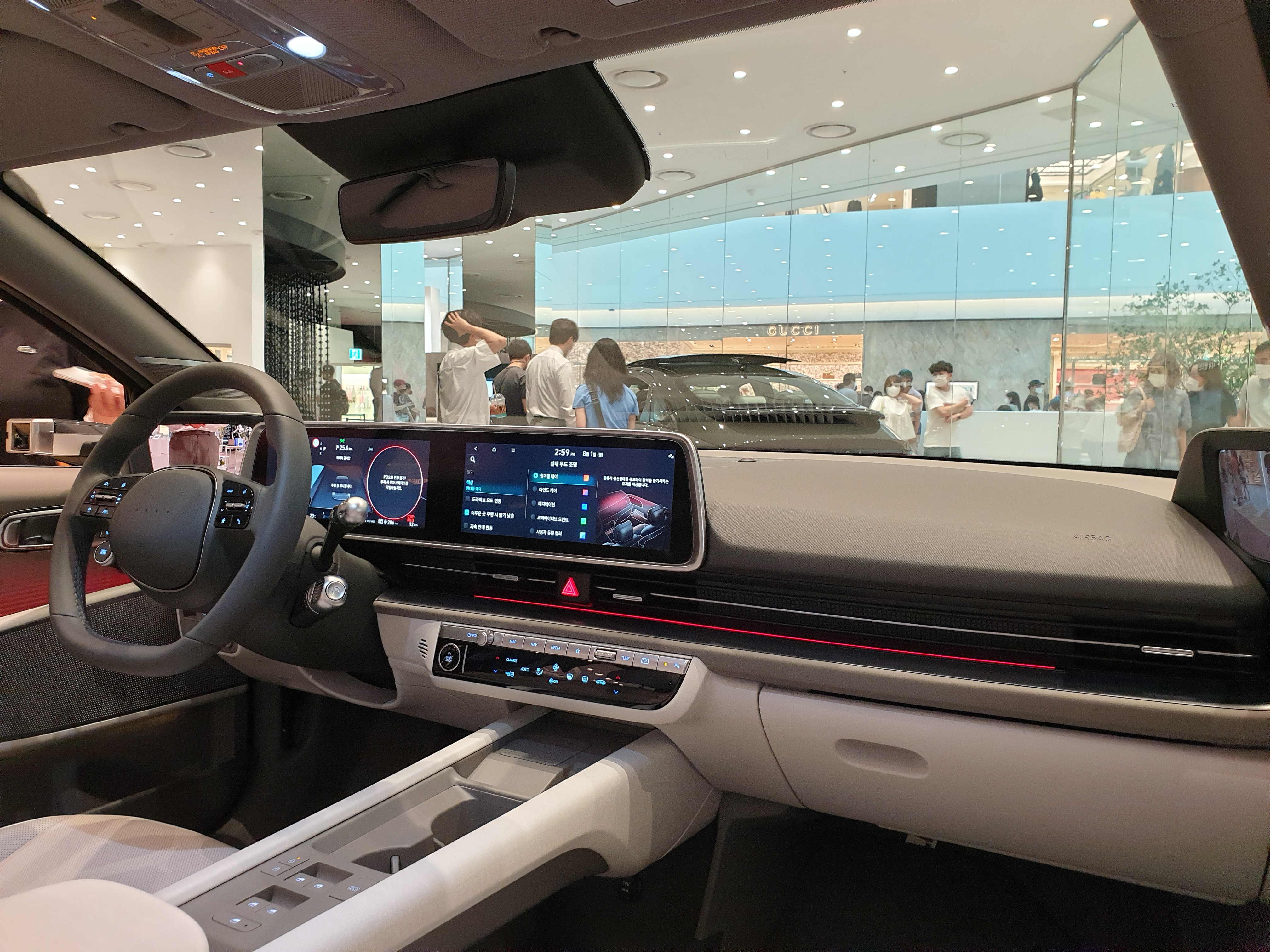
Interieur